# Kalāteh-ye Sheykhhā
Kalāteh-ye Sheykhhā (persiska: کلاته شیخها) är en ort i Iran.   Den ligger i provinsen Khorasan, i den nordöstra delen av landet, 700 km öster om huvudstaden Teheran. Kalāteh-ye Sheykhhā ligger 1 159 meter över havet och antalet invånare är 253.
Terrängen runt Kalāteh-ye Sheykhhā är lite kuperad. Runt Kalāteh-ye Sheykhhā är det ganska tätbefolkat, med 185 invånare per kvadratkilometer. Närmaste större samhälle är Chenārān, 8,9 km nordväst om Kalāteh-ye Sheykhhā. Trakten runt Kalāteh-ye Sheykhhā består till största delen av jordbruksmark.